# Icehouse Canyon (Arizona)
Icehouse Canyon es un lugar designado por el censo ubicado en el condado de Gila en el estado estadounidense de Arizona. En el Censo de 2010 tenía una población de 677 habitantes y una densidad poblacional de 53,33 personas por km².

## Geografía
Icehouse Canyon se encuentra ubicado en las coordenadas 33°20′46″N 110°48′4″O / 33.34611, -110.80111. Según la Oficina del Censo de los Estados Unidos, Icehouse Canyon tiene una superficie total de 12.69 km², de la cual 12.69 km² corresponden a tierra firme y (0%) 0 km² es agua.

## Demografía
Según el censo de 2010, había 677 personas residiendo en Icehouse Canyon. La densidad de población era de 53,33 hab./km². De los 677 habitantes, Icehouse Canyon estaba compuesto por el 86.56% blancos, el 0.15% eran afroamericanos, el 3.84% eran amerindios, el 0.74% eran asiáticos, el 0% eran isleños del Pacífico, el 5.61% eran de otras razas y el 3.1% pertenecían a dos o más razas. Del total de la población el 22.6% eran hispanos o latinos de cualquier raza.